# (2965) Суриков
(2965) Суриков (лат. Surikov) — типичный астероид главного пояса, открыт 18 января 1975 года советским астрономом Людмилой Черных в Крымской астрофизической обсерватории и 31 мая 1988 года назван в честь русского живописца Василия Сурикова.

## Обнаружение и именование
(2965) Суриков
Открыт 18 января 1975 года в Научном Л. И. Черных.
Назван в память об известном русском художнике Василии Ивановиче Сурикове (1848—1916).
Оригинальный текст (англ.)2965 Surikov
Discovered 1975-01-18 by Chernykh, L. at Nauchnyj.
Named in memory of Vasilij Ivanovich Surikov (1848—1916), famous Russian painter.
Источники: DISCOVERY.DB; M.P.C. 13173.

## Орбита

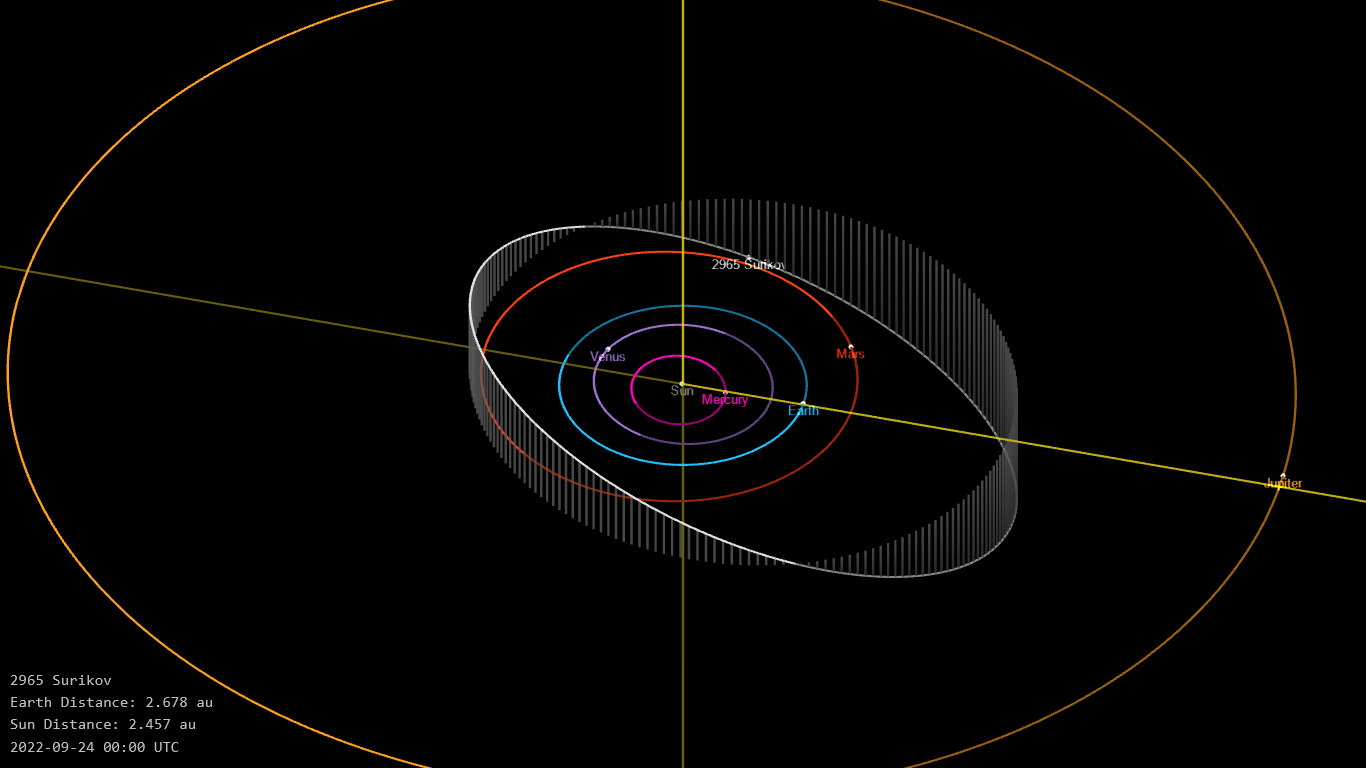
Орбита астероида Суриков и его положение в Солнечной системе

## Физические характеристики
Астероид относится к таксономическому классу S.
По результатам наблюдений в видимом и ближнем инфракрасном диапазоне космического телескопа NEOWISE диаметр астероида оценивался равным 8,686±0,612 км. Согласно тем же источникам альбедо оценивается как 0,3086±0,1258 и 0,309±0,126.